# Josh Oliver
Josh Oliver (Paso Robles, 21 marzo 1997) è un giocatore di football americano statunitense che milita nel ruolo di tight end per i Minnesota Vikings della National Football League (NFL).

## Carriera

### Jacksonville Jaguars
Oliver fu scelto dai Jacksonville Jaguars nel corso del terzo giro (69º assoluto) del Draft NFL 2019. Debuttò come professionista subentrando nella settimana 7 contro i Cincinnati Bengals. Fu inserito in lista infortunati il 18 novembre 2019. La sua stagione da rookie si chiuse così con 4 presenze, di cui una come titolare, con 3 ricezioni per 15 yard.

### Baltimore Ravens
Il 18 marzo 2021 Oliver fu scambiato con i Baltimore Ravens per una scelta del settimo giro del Draft NFL 2022.

### Minnesota Vikings
Il 13 marzo 2023 Oliver firmò con i Minnesota Vikings un contratto triennale del valore di 21 milioni di dollari.